# ابن عطاء الله السكندري
ابن عطاء الله السكندري (658 هـ/ 1260 م - 709 هـ/ 1309 م) فقيه مالكي وصوفي شاذلي الطريقة، بل أحد أركان الطريقة الشاذلية الصوفية، الملقب بـ«قطب العارفين»، و«ترجمان الواصلين»، و«مرشد السالكين». كان رجلاً صالحاً عالماً يتكلم على كرسي ويحضر ميعاده خلق كثير، وكان لوعظه تأثير في القلوب، وكان له معرفة تامة بكلام أهل الحقائق وأرباب الطريق، وله ذوق ومعرفة بكلام الصوفية وآثار السلف. وكان ينتفع الناس بإشاراته. وله موقع في النفس وجلالة.

## اسمه ونشأته
هو تاج الدين أبو الفضل أحمد بن محمد بن عبد الكريم بن عبد الرحمن بن عبد الله بن أحمد بن عيسى بن الحسين بن عطاء الله الجذامي نسباً. وفد أجداده المنسوبون إلى قبيلة جذام، إلى مصر بعد الفتح الإسلامي واستوطنوا الإسكندرية حيث ولد ابن عطاء الله حوالي سنة 658 هـ الموافق 1260 م ونشأ كجده لوالده الشيخ أبي محمد عبد الكريم بن عطاء الله، فَقيهاً يَشتغل بالعلوم الشَرعية حيث تلقي منذ صباه العلوم الدينية والشرعية واللغوية.

## سلوكه طريق التصوف

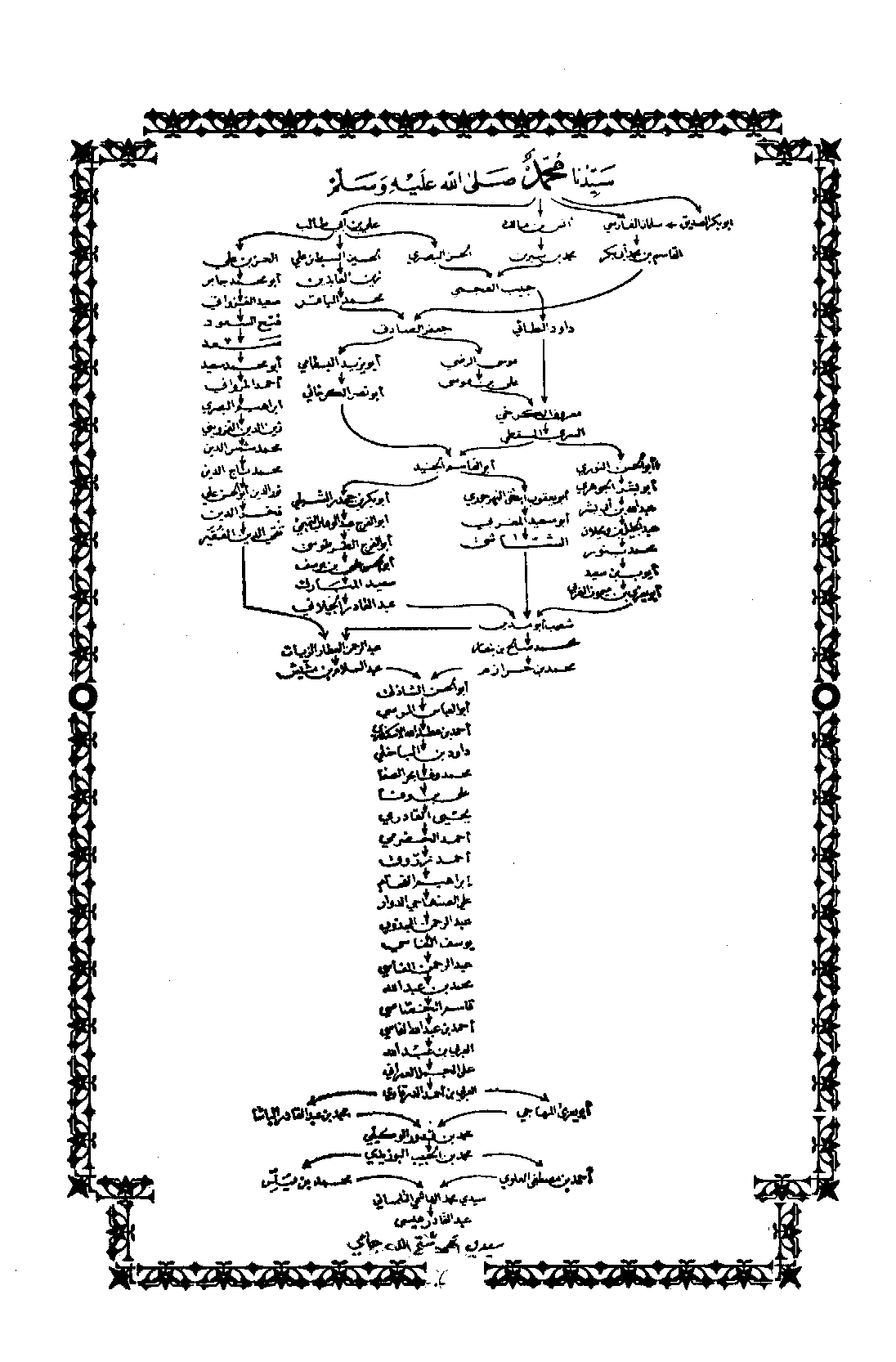
سند الطريقة الشاذلية يظهر فيها اسم ابن عطاء الله السكندري

كان الشيخ ابن عطاء الله في أول حاله منكراً على أهل التصوف حتى أنه كان يقول: «من قال أن هنالك علماً غير الذي بأيدينا فقد افترى على الله عز وجل». فما أن صحب شيخه أبو العباس المرسي واستمع إليه بالإسكندرية حتى أعجب به إعجاباً شديداً وأخذ عنه طريق الصوفية وأصبح من أوائل مريديه وصار يقول عن كلامه القديم: «كنت أضحك على نفسي في هذا الكلام». ثم تدرج ابن عطاء في منازل العلم والمعرفة حتى تنبأ له الشيخ أبو العبَاس يوماً فقال له: «الزم، فوالله لئن لزمت لتكونن مفتياً في المذهبين» يقصد مذهب أهل الشريعة ومذهب أهل الحقيقة. ثم قال: «والله لا يموت هذا الشاب حتى يكون داعياً إلى الله وموصلاً إلى الله والله ليكونن لك شأن عظيم والله ليكونن لك شأن عظيم والله ليكونن لك كذا وكذا» فكان كما أخبر.

## تلاميذه
أخذ عن ابن عطاء الله الكثير من التلامذة، منهم:
- ابن المبلق السكندري.
- تقي الدين السبكي، شيخ الشافعية.

## مؤلفاته
ترك ابن عطاء الكثير من المصنفات والكتب منها المفقود ومنها الموجود، لكن أبرز ما بقي له:
- لطائف المنن في مناقب الشيخ أبي العباس وشيخه أبي الحسن.
- القصد المجرد في معرفة الإسم المفرد.
- التنوير في إسقاط التدبير.
- أصول مقدمات الوصول.
- الطريق الجادة في نيل السعادة.
- عنوان التوفيق في آداب الطريق، شرح بها قصيدة الشيخ أبو مدين (ما لذة العيش إلا صحبة الفقرا).
- تاج العروس الحاوي لتهذيب النفوس.
- مفتاح الفلاح ومصباح الأرواح في ذكر الله الكريم الفتاح.
- الحكم العطائية على لسان أهل الطريقة، وهي أهم ما كتبه وقد حظيت بقبول وانتشاراً كبيراً ولا يزال بعضها يُدرس في بعض كُليات جامعة الأزهر، كما تَرجم المستشرق الانجليزى آرثر اربري الكثير منها إلى الإنجليزية، وترجم الأسباني ميجيل بلاسيوس فقرات كثيرة منها مع شرح الرندى عليها.

## وفاته

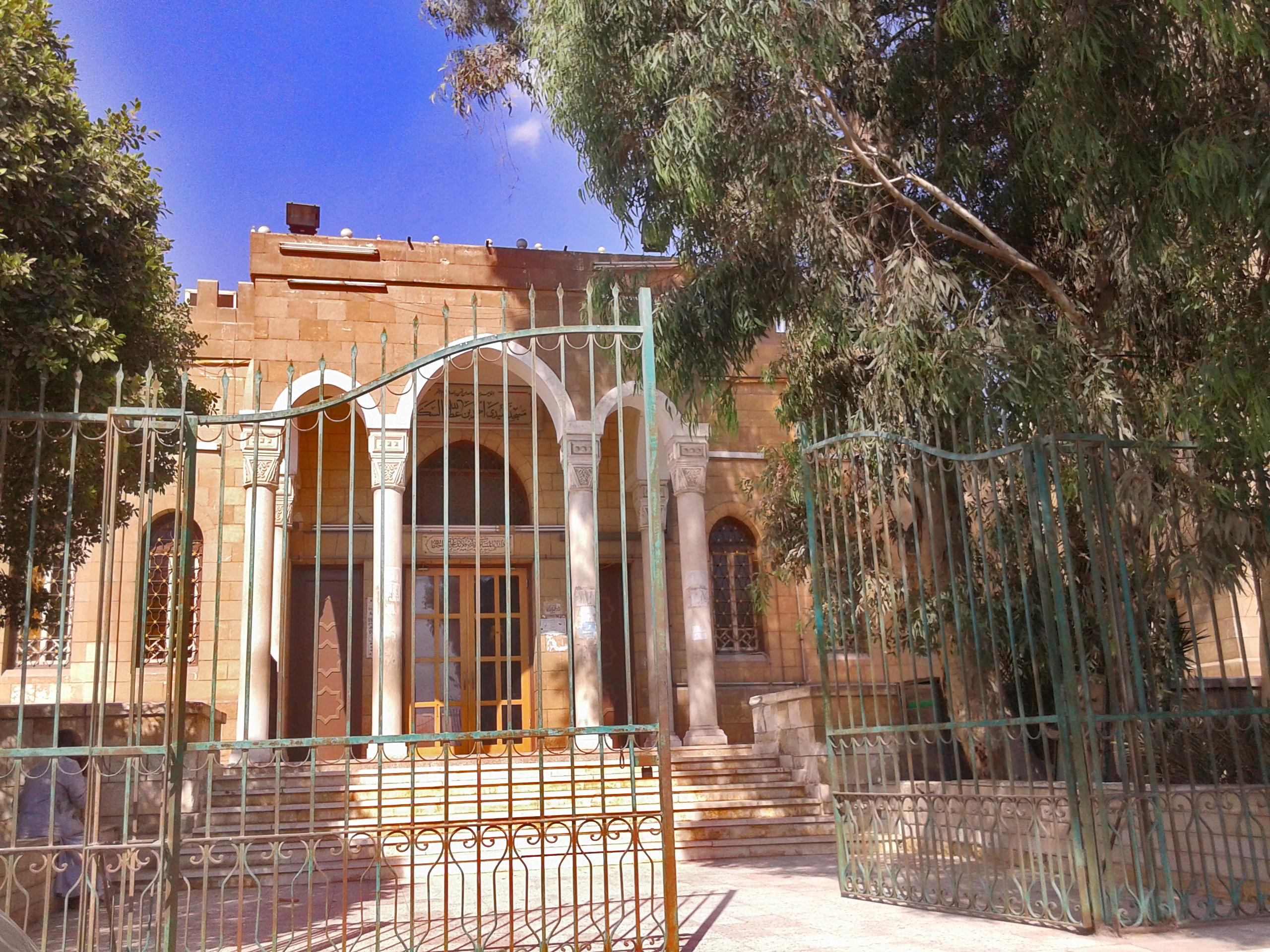
مسجد بن عطاء الله السكندري

توفي الشيخ ابن عطاء الله كهلا بالمدرسة المنصورية في القاهرة سنة 709 هـ ودفن بمقبرة المقطم بسفح الجبل بزاويته التي كان يتعبد فيها. ولا يزال قَبره مَوجوداً إلى الآن بجبانة سيدي على أبو الوفاء تحت جبل المُقطمِ. من الجهةِ الْشرقية لجبَانة الإمام الليث. وقد أقيم على قبره مسجد في عام 1973

## قيل عنه
- أحمد زروق: كان جامعاً لأنواع العلوم من تفسير وحديث وفقه ونحو وأصول وغير ذلك كان متكلماً على طريق أهل التصوف واعظا انتفع به خلق كثير وسلكوا طريقه.
- ابن حجر العسقلاني في الدرر الكامنة: صحب الشيخ أبا العباس المرسي، صاحب الشاذلي، وصنف مناقبه ومناقب شيخه، وكان المتكلم على لسان الصوفية في زمانه.
- الذهبي: كانت له جلالة عظيمة، ووقع في النفوس، ومشاركة في الفضائل، وكان يتكلم - بالجامع الأزهر فوق كرسي - بكلام يروّح النفوس.
- ابن الأهدل: الشيخ العارف بالله، شيخ الطريقين وإمام الفريقين، كان فقيهاً عالماً ينكر على الصوفية، ثم جذبته العناية فصحب شيخ الشيوخ المرسي، وفُتح عليه على يديه وله عدة تصانيف، منها الحكم. وكله مشتملة على أسرار ومعارف، وحكم ولطائف، نثراً ونظماً. ومن طالع كتبه عرف فضله.

## طالع أيضًا
- الطريقة الشاذلية
- أحمد زروق
- محمد سعيد رمضان البوطي
- الحكم العطائية
- أبو العباس المرسي

## وصلات خارجية
- الحكم العطائية عند مؤسسة ماثيسون لدراسة الأديان المقارنة: إنجليزي-عربي